# Odbourávání aminokyselin
Bílkoviny (proteiny) se v organismu neskladují jako např. sacharidy nebo lipidy, ale stále se degradují a syntetizují. Organismus si udržuje pouze nezbytné množství aminokyselin (stavební jednotky proteinů). Štěpení bílkovin je hydrolytické, kdy hydrolýza je způsobena účinkem proteolytických enzymů - proteas (proteinas). Patří mezi C-N hydrolasy.
Proteasy (proteinasy) je možné rozdělit na:
- Exopeptidasy – odštěpují z peptidů koncové aminokyseliny
  - Aminopeptidasy – odštěpování z N-konce
  - Karboxypeptidasy – odštěpování z C-konce
- Endopeptidasy – štěpí vazby uvnitř peptidového řetězce (např. pepsin, trypsin, chymotrypsin)

Prvním krokem v degradační dráze aminokyselina je transaminace, kdy dochází k přenosu α-aminoskupiny z aminokyseliny na 2-oxokyselinu, a to za účasti enzymů transaminas (aminotransferas). Tyto enzymu obsahují kofaktor pyridoxalfostát (PLP), který hraje důležitou roli např. v rozkladu glykogenu.
Transaminasa může např. převést α-aminoskupinu na 2-oxoglutarát za vzniku glutamátu.
Dalším krokem je deaminace, kdy je odstraňována aminoskupina. Glutamát se působením enzymu glutamátdehydrogenasou přeměňuje na 2-oxoglutarát a amoniak, který následně vstupuje do močovinového (ornitinového) cyklu a je odbouráván na močovinu.
Další z dějů, které můžeme zmínit v rámci odbourávání aminokyselin je dekarboxylace, kdy je odbourávána karboxylová skupina za vzniku aminů. Enzymy – dekarboxylasy.

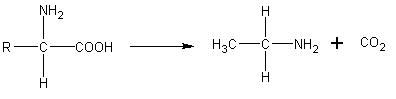
Dekarboxylace

## Močovinový cyklus
Dusík je savci vylučován v podobě močoviny, která vzniká v průběhu močovinového cyklu. Jiní živočichové jako např. plazi a ptáci vylučují dusík v podobě kyseliny močové nebo vodní živočichové, kteří vylučují amoniak přímo.
- Vstupní látky močovinového cyklu – amoniak a aspartát
- Výstupní látky močovinového cyklu – fumarát a močovina

Močovinového cyklu se účastní celkem 5 enzymů – 2 mitochondriální a 3 cytosolové. Syntéza močoviny se děje v játrech a krevním oběhem se převádí do ledvin, odkud je vylučována močí.
Enzymy v močovinovém cyklu:
- Karbamoylfosfátsyntethasa – v mitochondriích aktivuje amoniak a hydrogenuhličitan za vzniku karbamoylfosfátu; reakce se účastní ATP
- Ornithin-karbamoyltransferasa – přenáší karbamoylovou skupinu na ornitin za vzniku citrulinu
- Argininosukcinátsyntethasa – spojuje citrulin a aspartát za vzniku argininosukcinátu a účasti ATP
- Argininosukcinátlyasa – odštěpuje fumarát z argininosukcinátu za vzniku argininu
- Arginasa – odštěpuje močovinu a dochází k obnovení ornitinu

## Degradace jednotlivých aminokyselin
Dochází k odbourávání uhlíkaté kostry, ovšem ne všechny aminokyseliny mají tuto kostru stejnou, proto existuje více metabolických drah. Celkově vzniká 7 různých meziproduktů (Krebsova cyklu, přes který je odbouráván uhlík). Záleží na tom, zda jsou aminokyseliny glukogenní, ketogenní nebo glukogenní i ketogenní.
- Glukogenní – vznik takových meziproduktů, které lze využít pro syntézu sacharidů
- Ketogenní – vznik produktů využitelných pro syntézu mastných kyselin a ketolátek
- Glukogenní i ketogenní – poskytují oboje
- Cesta odbouráváním na pyruvát – alanin, serin, glycin, treonin, cystein
- Cesta odbouráváním na oxalacetát – kyselina asparagová, asparagin
- Cesta odbouráváním na 2-oxoglutarát – arginin, prolin, glutamin, histidin
- Cesta odbouráváním na sukcinyl – CoA – methionin, izoleucin, valin
- Cesta odbourávání na acetyl – CoA – leucin, fenylalanin, lysin, tryptofan, tyrosin[3]